# Arnljot Gelline

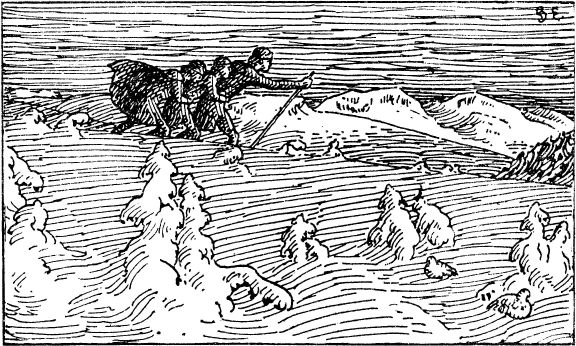
Arnljot Gelline på färd genom Jämtland med två män på skidor.

Arnljot Sunvisson Gelline, död 29 juli 1030, var en jämtsk viking som figurerar i Olav den heliges saga (Saga Ólafs hins helga). 
I sagan framgår det att Arnljot är en högättad, men fredlös man. Han beskrivs som ovanligt högväxt och enligt sagan hade han fagert hår samt gick i praktfulla kläder. Han åt på silvertallrik och hade ett stort huggspjut med ett skaft som var så långt att man fick sträcka upp armen för att nå fästet. 
Arnljot anslöt sig till kung Olavs här när denne passerade Jämtland på väg mot Norge för att återta sitt rike. Han lät sig döpas till kristendomen genom kungens påverkan, och ställdes främst i svinfylkingen i kung Olavs här i  slaget vid Stiklestad där de båda stupade.
Namnet Gelline kommer av att han härstammade från Gällö, där han enligt den lokala traditionen hade sina ägor bland annat runt Sörviken. Arnljot sägs ha haft en bror i Tiundaland, Vikar, som fanns med ombord på kung Olav Tryggvasons skepp Ormen Långe i det berömda slaget vid Svolder år 1000. Hans syster var gift med Tore Lagman i Jämtland.

## Gestaltningar

### Dramer
- Wilhelm Peterson-Bergers opera Arnljot från 1910, som sedan 1935 framförs årligen som taldrama på Arnljotlägden på Frösön.
- Spelet om Heilag Olav, som årligen i juli sedan 1954 spelas i Stiklestad i Norge, där Arnljot möter kung Olav den helige, blir döpt och strider i hans här.

### Film
- Stumfilmen Arnljot från 1927.